# Coalición Andalucista
Coalición Andalucista (CA) es una coalición electoral nacionalista andaluza formada para concurrir a las elecciones autonómicas y las elecciones generales de 2008. Estaba formada por Partido Andalucista (PA), Partido Socialista de Andalucía (PSA), Izquierda Andaluza (IA), Foro Andaluz (FA), Convergencia Andaluza de Málaga, Asamblea Nacional de Andalucía (ANA), Unidad Popular de Andalucía (UPAN), Liberación Andaluza (LA) y otras formaciones políticas de carácter local, e incluso plataformas ciudadanas y partidos ecologistas de ámbito supramunicipal.

## Historia
El 22 de noviembre se hizo público un acuerdo por el cual PA y PSA acordaban presentarse a las elecciones de 2008 al Parlamento andaluz bajo la denominación Coalición Andalucista, y bajo cuya denominación Julián Álvarez Ortega, Secretario General del PA, concurriría como candidato a la Presidencia de la Junta de Andalucía.
El 15 de enero de 2008 se anunció la incorporación a la coalición de Izquierda Andaluza, que procede de Izquierda Unida.
Asamblea Nacional de Andalucía (ANA) entró en la Coalición Andalucista el 24 de enero de 2008. Foro Andaluz, la formación impulsada por el exministro popular Manuel Pimentel, anunció su integración en CA el 26 de enero de 2008. Unidad Popular de Andalucía (UPAN) anunció su integración en la coalición el 27 de enero. Liberación Andaluza (LA) anunció su integración en CA el 28 de enero de 2008.
Las elecciones supusieron un rotundo fracaso de Coalición Andalucista, que no obtuvo representación ni en el Parlamento de Andalucía (123.776 votos, 2,78%) ni en el Congreso de los Diputados (68.344 votos, 1,53%).
En las elecciones generales de 2008 obtuvo 68.344 votos (0,27%) en toda España; en las elecciones de 2004 el Partido Andalucista en solitario obtuvo 181.868 votos (0,70%).